# Monika Kompaníková
Monika Kompaníková (* 1. září 1979 Povážská Bystrica) je slovenská spisovatelka. V roce 2011 získala cenu Anasoft Litera za nejlepší slovenskou prozaickou knihu roku, a to za knihu Piata loď.

## Životopis
Vystudovala na Vysoké škole výtvarných umění v Bratislavě grafiku a malbu, absolvovala roku 2004. Poté pracovala v knihkupectví Artforum. Založila a několik let vedla noviny Čo čítať? Byla též šéfredaktorkou literárního webu Medziknihami.sk. Od roku 2019 je redaktorkou knižní edice Denníku N. Žije v Pezinku.
Roku 2003 vydala svou první knihu, sbírku povídek Miesto pre samotu. Její knihy byly přeloženy do srbštiny, češtiny, němčiny, arabštiny, bulharštiny, maďarštiny, polštiny, chorvatštiny, rumunštiny, hindštiny, francouzštiny, němčiny, ruštiny, albánštiny a angličtiny. Sama v němčině napsala práci Das Hemd: 1863 - 1914 - 2014 (2014). Od roku 2016 píše hlavně pro děti. Její kniha Pátá loď byla v roce 2017 zfilmovaná pod stejným titulem režisérkou Ivetou Grófovou. Píše též texty pro hudební skupinu Toddler Punk.

### Próza
- Miesto pre samotu (2003)
- Biele miesta (2006)
- Piata loď (2010)
- Na sútoku (2016)

### Pro děti
- Hlbokomorské rozprávky (2013)
- Toddler Punk (2019)
- Kvapky na kameni (2019)
- Kde je Ester N (2019)
- Koniec sveta a čo je za ním (2019)

### Česky vyšlo
- Pátá loď, překlad Kateřina Tučková, Větrné mlýny 2012